# 帕爾多
帕爾多（葡萄牙語：Pardo），是在前西班牙和葡萄牙美洲殖民地的種族分類用語，是指具有南歐，西非和印第安血統的人。
他們不被歸為歐非混血(穆拉托人)、桑博人、麥士蒂索人，而是自成一類。
最有名的帕爾多人是巴拿馬總統諾列加。